# De snikkende sirene
De snikkende sirene is het tweehonderdachttiende stripverhaal uit de reeks van Suske en Wiske. Het is geschreven en getekend door Paul Geerts. Het werd gepubliceerd in De Standaard en Het Nieuwsblad van 12 januari tot en met 4 mei 1993. De eerste albumuitgave in de Vierkleurenreeks was op 15 september van datzelfde jaar, met nummer 237.

## Locaties
- België, het park, Duitsland, Cochem aan de Moezel, forellenkwekerij, bakkerij, grot en standbeeld van Lorelei, de rots Loreley

## Personages
- Suske, Wiske, tante Sidonia, Lambik, Jerom, professor Barabas, Julio Basilica Gitano y Bandolero, Limon de Naranja, visser, parkwachter, Frits, Jean-Marie, Marleentje, medewerker forellenkwekerij, bewoners Cochem, leger en politie, Lorelei

## Uitvindingen
- de gyronef met nieuwe turbo-booster

## Het verhaal
Een vrouw maakt een mysterieuze vloeistof en doet dit in een plastic speelgoedvis, ze gooit dit in de rivier en het drijft met de stroming mee. Een ooievaar pikt het speelgoedvisje op en spuugt het uit in de wasmand van tante Sidonia. De vloeistof blijkt badschuim te zijn. Tante Sidonia doet de vloeistof in bad en schrikt enorm als ze ziet dat ze opeens in een zeemeermin is veranderd. Als Suske en Wiske thuiskomen laat ze het speelgoedvisje zien en Lambik wordt gebeld. Tante Sidonia is erg depressief en Lambik maakt een bak vol water en gaat met haar en de kinderen naar het park, maar ze komt in de vijver terecht. Ze worden door een menigte gevolgd en kunnen nog net ontkomen. Tante Sidonia wordt nog depressiever en er wordt een briefje gevonden, ze is vertrokken om haar vrienden niet tot last te zijn. De vrienden gaan naar professor Barabas en hij onderzoekt het badschuim, het kruidenmengsel werd in de middeleeuwen al gebruikt. Julio Basilica Gitano y Bandolero vindt tante Sidonia en wil met haar langs kermissen en feesten, maar ze jaagt het publiek weg en krijgt als straf geen eten. Limon bevrijdt haar stiekem en ze komt in Duitsland terecht. Jerom is op reis om een olietanker die lekgeslagen is te lichten, Wiske maakt zich grote zorgen om tante Sidonia die al weken weg is. Tante Sidonia redt een meisje van de verdrinkingsdood, maar wordt weggejaagd als de mensen doorkrijgen dat ze een zeemeermin is. Tante Sidonia bevrijdt forellen uit een kwekerij en wordt weer weggejaagd. De beelden van Cochem komen op tv en de vrienden vertrekken onmiddellijk, ze zien dat er al toeristische rondvaarten zijn om de zeemeermin te zien. De vrienden huren een bootje en komen in een zwembad terecht na een botsing met een binnenvaartschip. Bij de forellenkwekerij zien ze een man met een legeruitrusting en ze worden beschoten als de man hoort dat de zeemeermin familie van hen is.
Wiske hoort in de bakkerij dat de zeemeermin in Boppard is gesignaleerd en ze ziet een zigeuner die zijn brood verliest. Ze volgt de man en hoort dat hij met zijn knecht op zoek gaat naar tante Sidonia, hij wil haar straffen. Lambik gaat met de kinderen verhaal halen bij de zigeuners, maar hij wordt neergeslagen en de mannen kunnen ontkomen met de boot. Tante Sidonia eet het lunchpakket van een visser, die gaat er met zijn kinderen vandoor als hij de zeemeermin ziet. Al snel komt hij terug met veel gewapende mannen en tante Sidonia kan nog net in de rivier duiken. Tante Sidonia komt bij een standbeeld terecht en krijgt de melodie van “de Lorelei” in haar hoofd. De nimf zat op een rots en liet voorbijvarende schippers op de klippen varen door haar prachtige stem. Tante Sidonia wordt weer stroomopwaarts getrokken en ontmoet dan een oude vrouw, die vertelt dat ze Lorelei is. Tante Sidonia wordt woedend als ze hoort dat Lorelei het “badschuim” heeft gemaakt maar volgt de vrouw toch naar haar grot. Lorelei vertelt dat iemand haar taken moet overnemen nu ze oud geworden is, maar tante Sidonia’s stem blijkt niet geschikt te zijn. Lorelei geeft een gouden parel aan tante Sidonia, en nadat ze hem heeft ingeslikt kan ze prachtig zingen. Tante Sidonia krijgt een gouden kam en wordt naar de rots gestuurd, de schippers horen het gezang en varen op de klippen. Ook de chauffeurs die de weg langs de Rijn volgen verongelukken als ze worden afgeleid door het gezang. Suske, Wiske en Lambik komen met de zigeunerwagen aangereden en zien een politie- en legercolonne voorbijrazen. Ze horen van een agent dat de Lorelei weer zingt en haasten zich naar de rivier. Lambik denkt dat dit het werk van tante Sidonia is. Ze zien de enorme chaos, hulpdiensten proberen de gewonde schippers en chauffeurs te verzorgen. Lambik ziet door een verrekijker dat het inderdaad om tante Sidonia gaat en dan zien ze de zigeuners aan boord van een veerboot. Lambik gooit beide mannen van boord en hoort dat de rots is omsingeld, de Lorelei zal neergeschoten worden. De vrienden beklimmen de rots en Lambik vertelt wat het gezang van tante Sidonia veroorzaakt heeft. Tante Sidonia is blij haar vrienden te zien en schrikt van de ongelukken die ze heeft veroorzaakt, Lambik kan het leger tegenhouden terwijl tante Sidonia met de kinderen naar de grot gaat. Lambik wordt door een ontploffing ook in de grot geblazen en dan krijgt tante Sidonia de inhoud van een kruik over zich heen. Dit blijkt het tegengif te zijn voor de betovering van het badschuim. Haar staart verdwijnt hierdoor en ze kunnen door een gat in het plafond ontsnappen. Jerom staat de vrienden met de gyronef op te wachten, hij heeft alles op tv gezien en ze kunnen ontkomen door de nieuwe turbo-booster. Tante Sidonia laat heel veel foto’s van haar voeten en benen maken en het hele huis hangt ermee vol.

## Achtergrond
- De verhaallijn lijkt enigszins op onder meer Het bevroren vuur, waarin tante Sidonia zich als zeemeermin verkleedt.